# Tanggulwelahan
Tanggulwelahan is een bestuurslaag in het regentschap Tulungagung van de provincie Oost-Java, Indonesië. Tanggulwelahan telt 4178 inwoners (volkstelling 2010).